# Satyrium calanus
Satyrium calanus är en fjärilsart som beskrevs av Jacob Hübner 1806/16. Satyrium calanus ingår i släktet Satyrium och familjen juvelvingar.